# 舒更葡糖
舒更葡糖（sugammadex），商品名Bridion（倍帝恩），屬於選擇性肌肉鬆弛劑結合物（selective relaxant binding agent，SRBA），用於逆轉全身麻醉過程中使用羅庫溴銨（rocuronium）與維庫溴銨（vecuronium）所導致的神经肌肉阻斷 。
最常見的副作用包括咳嗽、麻醉、呼吸道問題、低血壓和其他併發症（例如心率變化）。 

## 醫療用途
舒更葡糖用於逆轉氨基類固醇類之非去極化神經肌肉阻斷劑（如維庫溴銨（vecuronium ）或羅庫溴銨（rocuronium））導致的神經肌肉阻斷。
在歐盟，舒更葡糖的適應症是於成年人逆轉羅庫溴銨或維庫溴銨引起的神經肌肉阻斷。  在兒童與青少年，sugammadex 僅推薦常規使用於逆轉羅庫溴銨所造成的阻斷。 

## 药理
Sugammadex 是修飾過的 γ-环糊精，其分子結構的核心為亲脂性，周邊則具親水。其修飾乃是在γ-环糊精之第六個碳位置接上八個羧基硫醚基團（ carboxyl thio ether groups），使得分子內部空間擴大，可以包封羅庫溴銨分子，使其無法與神經肌肉接合處的乙酰胆碱受体结合。這些基團帶負電荷，可與四級氮進行靜電結合，也使得環糊精具親水性。 
| Schematic diagram of sugammadex encapsulating a rocuronium molecule |

Suggamadex與新斯的明（neostigmine）不同，並不會抑制乙酰胆碱酯酶，因此不會產生膽鹼性效果，因此不必併用抗蕈毒鹼藥物（glycopyrroniu, bromide或阿托品）。理論上與傳統的肌肉鬆弛劑解藥相比，舒更葡糖的不良反應可能更少。
如果臨床上需要作用快但作用時間短的肌肉鬆弛劑，本來僅有琥珀胆碱可用，但其缺點包括可能導致恶性高热、在假胆碱酯酶缺乏症（pseudocholinesterase deficiency）患者作用时间延长、血浆钾浓度升高等等危險狀況。如果使用高剂量（0.6 毫克公斤-1到 1 mg kg -1 )的罗库溴铵（rocuronium） ，作用迅速且可用舒更葡糖(16 mg kg -1 ）作為解藥，此藥物組合可以做為琥珀膽鹼的替代藥物。
箭毒效果復發現象（recurarisation）指神经肌肉阻斷劑尚未完全清除，但其逆轉劑（解藥）已經從體內清除了，可能發生的阻斷復發現象。除了作用时间最长的神经肌肉阻斷劑（如gallamine、泮库溴铵或筒箭毒碱）外，其他所有药物都可能出现这种不常見的情况。使用舒更葡糖極少發生這種情形，而且僅在給藥劑量不足時發生。 其原因可能與逆轉藥物的重新分佈有關：可能發生這種現象的舒更葡糖劑量範圍，雖然足以使舒更葡糖與中央室（central compartment）的肌肉鬆弛劑形成複合物，但不足以讓從週邊室（periphepheral compartments）回到中央室的的肌肉鬆弛劑藥物分子，與舒更葡糖形成複合物。 
舒更葡糖对维库溴铵和泮库溴铵具有亲和力。雖然舒更葡糖對維庫溴銨的親和力低於對羅庫溴銨的親和力，但仍可用於逆轉維庫溴銨的阻斷效果。這是因為舒更葡糖以 1:1 的比例包封肌肉鬆弛劑藥物分子，但由於維庫溴銨的效力大約是羅庫溴銨的 7 倍，在體內不需要有那麼多維庫溴銨分子便可達到一樣的阻斷效果。因此，達成一樣的阻斷效果時，病人體內維庫溴銨的分子數要比羅庫溴銨分子數少，即使舒更葡糖對於維庫溴銨的親和力較差，但仍可充分包封其分子而逆轉其效果。 在 III 期临床试验中，舒更葡糖可成功逆转泮库溴铵所引起的淺層阻斷效果。 

## 效果
在歐洲進行了一項研究，探討舒更葡糖在快速序列誘導插管中的角色，發現舒更葡糖對罗库溴铵所引起的神經肌肉阻斷，可迅速逆轉，而此效果是與劑量相關的。 
在考科藍有一項關於舒更葡糖的回顧文章，結論為：「舒更葡糖在逆轉手術期間由肌肉鬆弛劑導致的神經肌肉阻斷，比安慰劑或新斯的明（neostigmine）更有效，並且相對安全。在接受舒更葡糖治療的患者中，發生嚴重併發症的比例不到 1%。但本文結果（尤其是安全性方面）需要以更多病人的試驗確認。」  2017 年考科藍的回顧文章指出，舒更葡糖比新斯的明更安全，不良事件减少 40%。 如果使用舒更葡糖逆轉神經肌肉阻斷，術後殘餘的麻痺、心搏過緩、噁心和嘔吐的風險較低。
英國麻醉雜誌在 2015 的一篇論文提出，如果使用sugammadex作為逆轉劑，並在使用神經肌肉監測的情況下選擇正確的劑量，殘留神經肌肉阻斷的發生率可以降低到零。 比較逆轉時間時，「在逆轉中度誘導的麻痺方面，舒更葡糖比新斯的明快10.22分鐘（6.6倍）；1.96 對 12.87 分鐘）。在逆轉深度誘導的麻痺方面，舒更葡糖比新斯的明快 45.78 分鐘（16.8 倍；2.9 對 48.8 分鐘）。」 快速逆轉神經肌肉阻斷效果，其所所節省的時間，以及減少術後殘餘麻痺，有助於降低整體醫院成本，增進病人安全。

## 耐受性
在外科患者或健康志願者的臨床試驗中，舒更葡糖耐受性良好，統合分析發現舒更葡糖的耐受性狀況與與安慰劑或neostigmine加上glycopyrrolate相似。 體外實驗發現舒更葡糖可與孕激素結合，故理論上舒更葡糖可能会干扰激素避孕药。 

## 歷史
舒更葡糖是由藥廠歐加濃（Organon）於蘇格蘭的紐豪斯研究中心所發現。  隨著歐加濃于 2007 年被先灵葆雅收購，以及先灵葆雅于 2009 年與默克合併，舒更葡糖现在归默克所有與銷售。
舒更葡糖于 2008 年 7 月獲得歐盟批准使用， ，但美国食品和药物管理局（FDA) 于 2008 年拒絕了先靈葆雅提出的新藥申請案，最终于 2015 年 12 月才批准舒更葡糖在美国使用。